# Caultonia
× Caultonia, (abreviado Cul) en el comercio, es un híbrido intergenérico entre los géneros de orquídeas Broughtonia × Caularthron. Fue publicado en Orchid Rev. 112(1257, Suppl.): 46 (2004).